# هتل جمیرا بیچ
هتل جمیرا بیچ هتلی در شهر دبی است. هتل در سال ۱۹۹۷ توسط گروه جمیرا افتتاح شد. این هتل شامل ۵۹۸ اتاق و سویت، ۱۹ ویلای ساحلی و ۲۰ رستوران و بار می‌باشد. این برج موجی شکل مکمل برج بادبانی شکل برج العرب می‌باشد که مجاور همدیگر قرار دارند.

هتل نزدیک به ساحل بنا شده‌است و بازدیدکنندگان می‌توانند از فضای ۳۳۸۰۰ متر مربعی آن استفاده کنند. مجاور هتل پارک آبی وایلد وادی قرار دارد و تمام مهمانان هتل دسترسی نامحدود به پارک آبی دارند.

ساحلی که برج العرب و هتل جمیرا بیچ در آنجا قرار دارند قبلاً شیکاگو بیچ نامیده می‌شد.

## نگارخانه

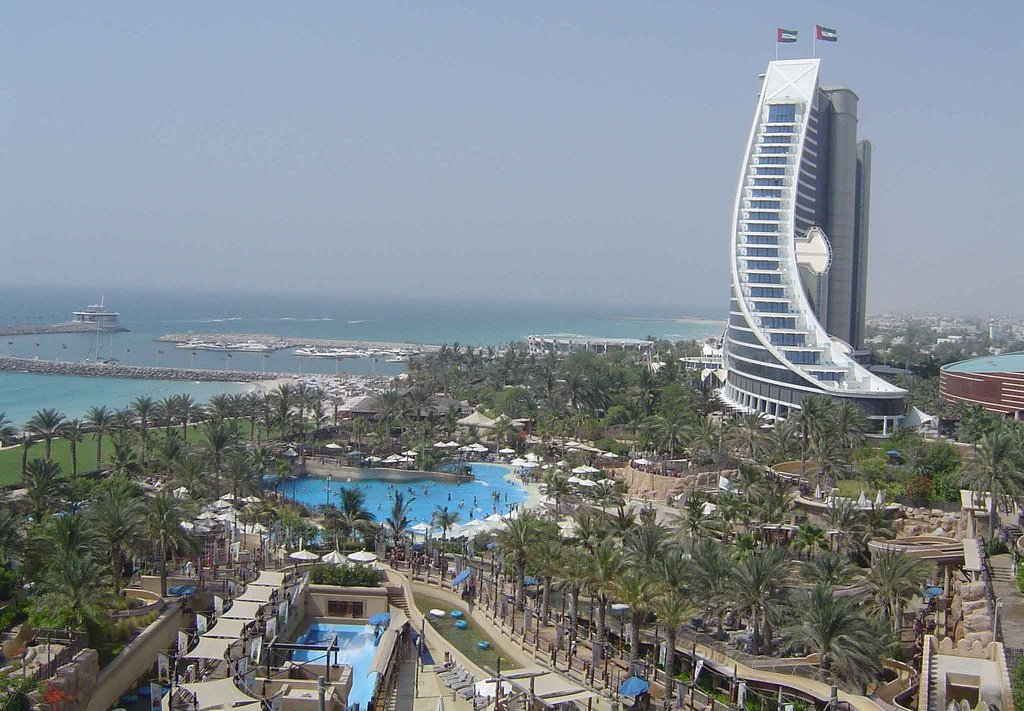
Wild Wadi Water Park